# Yagi Akihito
Yagi Akihito (八木明人 Bát Mộc Minh Nhân) (sinh 1977) là một võ sư Karate người Nhật Bản. Ông hiện là Chủ tịch Hiệp hội Karate Meibukan Gōjū-ryū Quốc tế, Quán chủ Võ quán Meibukan, Huyền đai bát đẳng (Gōjū-ryū).

## Thân thế - Sự nghiệp
Yagi Akihito sinh ngày 5 tháng 4 năm 1977 trong một gia đình có truyền thống karate tại Naha, Okinawa, Nhật Bản. Từ nhỏ, ông đã được tổ phụ Yagi Akinori (八木明徳) và thân phụ Yagi Akitoshi (八木明達) truyền thụ các kỹ thuật karate của hệ phái Meibukan. Nhờ tố chất sẵn có, cùng với sự chỉ bảo và rèn luyện, trong nhiều năm ông đã trở thành một cao thủ karate khi còn rất trẻ. Ngay từ thời Trung học, ông tham gia câu lạc bộ karate của trường, nhiều lần giữ vai trò đội trưởng, lãnh đạo đội tuyển trường giành nhiều huy chương.
Sau khi tốt nghiệp, ông theo đuổi sự nghiệp võ thuật chuyên nghiệp, tham gia thi đấu tại nhiều kỳ đại hội võ thuật tại Nhật Bản. Năm 2007, ông được truyền chức Quán chủ Tổ đình Meibukan khi mới 30 tuổi. Cùng trong năm đó, ông được mời tham gia bộ phim võ thuật Kuro-obi với vai diễn Giryu. Một võ sư karate chuyên nghiệp khác cũng được mời giữ vai chính là Naka Tatsuya trong vai Taikan. Bộ phim với dàn diễn viên chính là các võ sư karate chuyên nghiệp và không sử dụng kỹ xảo điện ảnh đã gây ra sự chú ý với các màn biểu diễn kỹ thuật karate chân truyền thực thụ.
Hai năm sau, ông lại tái ngộ với võ sư Naka Tatsuya trong bộ phim Hai kikku Garu!. Trong phim này, vai nữ chính được giao cho Takeda Rina, một môn sinh huyền đai thuộc hệ phái Ryukyu Shōrin-ryū Karate.
Hiện tại, ông là Chủ tịch Hiệp hội Karate Meibukan Gōjū-ryū Quốc tế, một tổ chức Karate quốc tế với hơn 100 tổ chức thành viên ở hơn 30 quốc gia trên thế giới, gồm cả Okinawa, Tổng hành dinh Nhật Bản, Canada, châu Mỹ và châu Âu.
Ông còn là một ca sĩ trong ban nhạc rock "Ryukyu FREESTYLE", với nghệ danh "ROMEO".